# نيوك تاون
" نيوك تاون " بالانجليزية (Nuketown) هي خريطة متعددة اللاعبين في سلسلة Call of Duty لألعاب إطلاق النار من منظور الشخص الأول التي نشرتها Activision. تقع في موقع تجريبي بمدينة صحراوية في نيفادا بالولايات المتحدة، وتشبه بلدة صغيرة صُممت لمحاكاة تأثير انفجار نووي على المباني والبيئة. حجم الخريطة الصغير وتصميمها يجعل منها بيئة مثالية للقتال السريع والمواجهات القريبة. تحتوي كل جهة من الخريطة على منزل من طابقين وساحة خلفية، بينما يقطع الطريق الأوسط بينهما، ممتلئًا بالمركبات التي توفر غطاءً إضافيًا. تمتاز الخريطة بصغر حجمها، مما يجعل القتال محمومًا وسريع الوتيرة نظرًا للمسافات القصيرة بين اللاعبين. وفي نهاية كل جولة متعددة اللاعبين على هذه الخريطة، يتم تفعيل قنبلة نووية تسقط على الموقع، مما يؤدي إلى تدمير البيئة بالكامل وإضافة لمسة درامية إلى نهاية المباراة.
تم استلهام خريطة "Nuketown" في Call of Duty من مواقع تجارب نووية حقيقية أنشأتها الولايات المتحدة خلال فترة الحرب الباردة. كانت هذه المواقع تحتوي على مبانٍ وأحياء زائفة تم تصميمها بشكل يحاكي الحياة المدنية الأمريكية، وتم توزيعها على مسافات متفاوتة من نقاط التفجير لتحليل تأثيرات الانفجارات النووية على المنشآت المدنية.
هذا الطابع الفريد جعل Nuketown واحدة من الخرائط الأكثر تميزًا في سلسلة Call of Duty. لقد أثنى النقاد على Nuketown، مُعجبين بتصميمها الصغير والبسيط الذي يدعم أسلوب القتال السريع والمتلاحق، مما جعلها مفضلة لدى اللاعبين منذ ظهورها الأول.

## تاريخ
تستند خريطة Nuketown إلى مواقع اختبار نووي حقيقية أنشأتها الولايات المتحدة. بعد حوالي خمس سنوات من قصف هيروشيما وناجازاكي، أقامت الولايات المتحدة موقع اختبار نووي في نيفادا بالقرب من لاس فيغاس، وذلك بعدما أصبحت التجارب النووية في المحيط الهادئ غير عملية بعد الحرب الكورية. أثناء هذه الاختبارات، قامت الولايات المتحدة ببناء مبانٍ مختلفة على مسافات متفاوتة من موقع الانفجار لدراسة تأثير الحروب النووية على المدن الأمريكية. تضمنت هذه المباني محلات بقالة، ومحطات وقود، ومنازل بُنيت بمواد مختلفة، وغالبًا ما كانت تُعرف بمناطق تُسمى "مدن الهلاك" (doom towns). كانت كل مبنى مفصلًا ومجهزًا بالأثاث، وحتى بمواد غذائية، ووُضعت أيضًا دمى ملابسها كاملة داخل هذه المباني لمحاكاة الأشخاص، جزئيًا لاختبار متانة الملابس في الظروف القاسية. مع نهاية الاختبارات، تم تفجير أكثر من 100 قنبلة.  